# Râul Doljești
Râul Doljești este un curs de apă, afluent al râului Albuia. 